# Ignacy Góralski
Ignacy Góralski (ur. 28 września 1887 w Kuczborku, zm. 1 listopada 1976 w Olsztynie) – polski rolnik i działacz organizacji rolniczych, a także polityk.
Absolwent szkoły gminnej w Kuczborku, przez rok kształcił się w szkole średniej w Mławie. Prowadził własne gospodarstwo rolne, działał w kółkach rolniczych i spółdzielczej kasie oszczędnościowej, był m.in. prezesem Okręgowego Towarzystwa Organizacji i Kółek Rolniczych w Mławie. W 1920 jako ochotnik brał udział w wojnie polsko-bolszewickiej. Był posłem na Sejm Ustawodawczy (1919–1922), wybranym z ramienia Związku Ludowo-Narodowego. Należał do Narodowego Zjednoczenia Ludowego.